# Gary Robertson
Gary Robertson, född 12 april 1950 i Oamaru i Nya Zeeland, är en nyzeeländsk roddare.
Han tog OS-guld i åtta med styrman i samband med de olympiska roddtävlingarna 1972 i München.